# السلمانية الجنوبية (الأحساء)
السلمانية الجنوبية حي عمره 20 عام في الهفوف في المنطقة الشرقية في المملكة العربية السعودية.

## الموقع
يقع حي السلمانية الجنوبية في مدينة الهفوف بمحافظة الأحساء شمال طريق الأمير نايف، وجنوب طريق الرياض، كما يحده من الشمال حي السلمانية الشمالية، ومن الشرق حي الرقيقة، كما يتخلله من الداخل طريق الملك عبد الله وطريق الأمير سلمان.

## المرافق
يتميز حي السلمانية الجنوبي بوجود أكثر من 10 مساجد وهم: مسجد المعراج، ومسجد الفاروق، ومسجد سمحان الدوسري، وجامع الموسى، ومسجد فهد بن حمد الدوسري، ومسجد أبوبكر الصديق، ومسجد نوره الدوسري، ومسجد بطشان بن منصور الحراجين، ومسجد العمور، ومسجد سعيد بن زيد، ومسجد محطة سهل طريق الرياض، ومدرسة المتوسطة للبنات،  وكلية الآداب طالبات “جامعة الملك فيصل”، ومستشفى الملك فهد بالهفوف، وصراف البنك الأهلي، وهايبر ماركت لولو، وقاعة ربوة الإحساء للمناسبات والمؤتمرات، ومحطة المحرق للمحروقات.